# Mein Freund Joe
Mein Freund Joe (orig. My Friend Joe) ist ein Film aus dem Jahr 1996 unter der Regie von Chris Bould mit Schuyler Fisk und John Cleere in den Hauptrollen. Der Film basiert lose auf dem Roman Jan, mein Freund, welcher 1985 von dem schwedischen Autor Peter Pohl geschrieben wurde. Der Film wurde zwischen dem 3. Juli und dem 10. August 1995 in Dublin und Köln gedreht und kam am 29. August 1996 in die deutschen Kinos.

## Handlung
Weil er eine Mutprobe verweigert hat, wird Chris von seinen Kameraden gehänselt. Dann taucht eines Tages der mutige Joe auf, der die Kameraden von Chris in den Schatten stellt. Mit ihm versteht sich Chris auf Anhieb gut. Doch schon bald stellt sich heraus, dass Joe in Wirklichkeit ein Mädchen namens Joanne   ist, das als Hochseilartistin in einem Wanderzirkus arbeitet. Joe wird von ihrem Onkel Curt dazu gezwungen, sich wie ein Junge zu kleiden und zu benehmen. Die Freundschaft der beiden wird auf eine harte Probe gestellt. 

## Rezeption
Das Lexikon des internationalen Films beurteilt Mein Freund Joe als einfühlsam und „ebenso spannend wie vielschichtig erzählt“. Auch Cinema verwendet das Wort „einfühlsam“ und fügt hinzu, dass die Kinderbuchverfilmung „auch Erwachsene in ihren Bann“ ziehe. Die Kritik kommt zu dem Fazit „Aufregend-sensibler Film über die Freundschaft“. Die Jury der Deutsche Film- und Medienbewertung (FBW) fand „die differenzierte Darstellung von Pubertätskonflikten“ außerordentlich gelungen und zeigte sich überzeugt von dem „ruhige[n] Erzählduktus“ und der „psychologische[n] Vertiefung der Geschichte des böse gewordenen Onkels wirkt“.
Beim Kinderfilmfest der Berlinale 1996 als bester Film ausgezeichnet. Der Film erhielt zudem das Prädikat Besonders wertvoll der Deutschen Film- und Medienbewertung.